# Rocas del Corpus Christi de Valencia

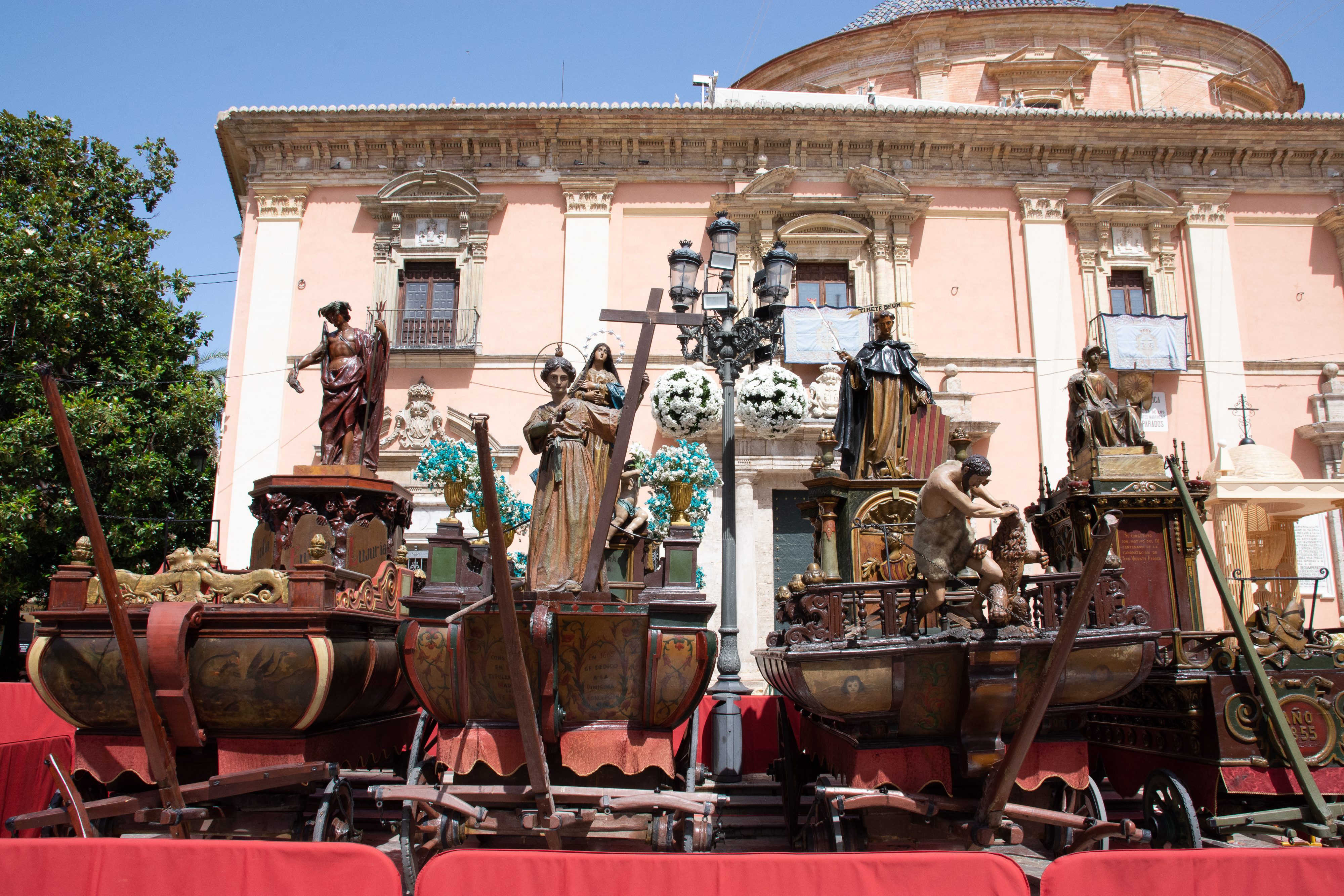
Cuatro rocas en la plaza de la Virgen

Las rocas del Corpus son escenarios móviles o plataformas transportables que tradicionalmente sostenían los entremeses de la procesión del Corpus: elementos decorativos, tramoyas o figuras y actores que representan escenas bíblicas, alegóricas o vidas de santos.
Las rocas tienen la forma de un antiguo barco, figura que ocasionalmente representaban. Miden unos tres metros de largo por dos de ancho y cinco y medio de altura. En la parte trasera va un pedestal con una o más figuras que representan el motivo de la roca, que generalmente le da nombre. Un balcón de madera rodea la roca, y en los lados figuran pinturas alegóricas y relieves.con versos y o rótulos alusivos al santo o tema que preside la roca.
Esta forma de referirse a los escenarios móviles procesionales fue común en tierras de la Corona de Aragón, pero se ha mantenido en mayor uso en la Comunidad Valenciana, donde se utilizan en el Corpus de Valencia y de otros lugares.

## Historia

### Entremeses y carros triunfales
Los entremeses son figuras inanimadas o animadas que en el siglo XIV se exhibían con motivo de una fiesta cortesana. Como los entremeses con el tiempo representaron temas más desarrollados -como escenas históricas o bíblicas- se fueron incorporando elementos más complejos: música, escenarios con múltiples elementos, acción dramática y texto. Desde finales del siglo XIV fue habitual su presencia en los desfiles con motivo de visitas reales. Los escenarios eran construidos por los gremios y transportados sobre cadalsos. Algunos entremeses excepcionalmente complejos no eran móviles, sino que quedaban montados en un sitio fijo. Al instituirse la procesión del Corpus, los entremeses se incorporaron a ella.

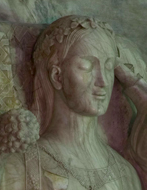
La visita de Mata de Armagnac fue una de las primeras ocasiones documentadas de uso de carros triunfales en Valencia

El uso de carros triunfales en Valencia ya se produjo con motivo de la visita de Mata de Armagnac -primera esposa de Juan I el Cazador- cuando el gremio de guarnicioneros construyó un dragón que movía la lengua y echaba humo. En 1392, con motivo de la visita de Violante de Bar -segunda esposa de Juan I- ya se ordenó a los gremios hacer cosas parecidas o mejores que «el dragón acostumbrado». Incluso algunas de las estructuras pedidas se acordó no fabricarlas, al no ser posible su paso por las calles.
Los entremeses sobre carros triunfales se convirtieron en una costumbre para recibir a visitantes reales desde finales del siglo XIV. Por ejemplo, con motivo de la entrada del rey Fernando de Antequera en Valencia (26 de diciembre de 1414) se construyeron varios carros triunfales por valor de 2700 libras. Otros entremeses se construyeron para la entrada de Alfonso el Magnánimo. Sin embargo, había rocas destinadas principalmente a las festividades del Corpus Christi. En 1413 se acordó el pago de 35 libras por la reparación de los entremeses de la fiesta del Corpus; y en 1417 se acuerda que la parafernalia del Corpus Christi, incluso los «entrameses» (las rocas), no serían prestadas a ninguna persona, iglesia ni monasterio.
Las rocas y otros elementos de las festividades del Corpus Christi de Valencia también se utilizaban para representaciones relacionadas con visitas reales. En 1414 fueron prestados en la ciudad de Zaragoza con motivo de la coronación del rey Fernando. El acuerdo de 1417 ya no permitiría que se volviera a realizar. Otra opción era modificar las fechas del Corpus -en 1401, por la visita de Blanca de Navarra- o repetir las fiestas -en agosto de 1423, a solicitud de Martín el Humano.

### Las rocas y el Corpus
El primer carro triunfal del Corpus de Valencia con nombre propio conocido fue el Entremés del Paraíso Celestial, pintado por Pere Guillem en 1430, seguido por Santa Perpetua y los Siete Hijos (1431). En 1433 se encargó la construcción del Entremés de San Francisco, que fue conocido también como la Roca del Seraff. Parece ser la primera ocasión en que el nombre "roca" se aplica a los carros triunfales valencianos.

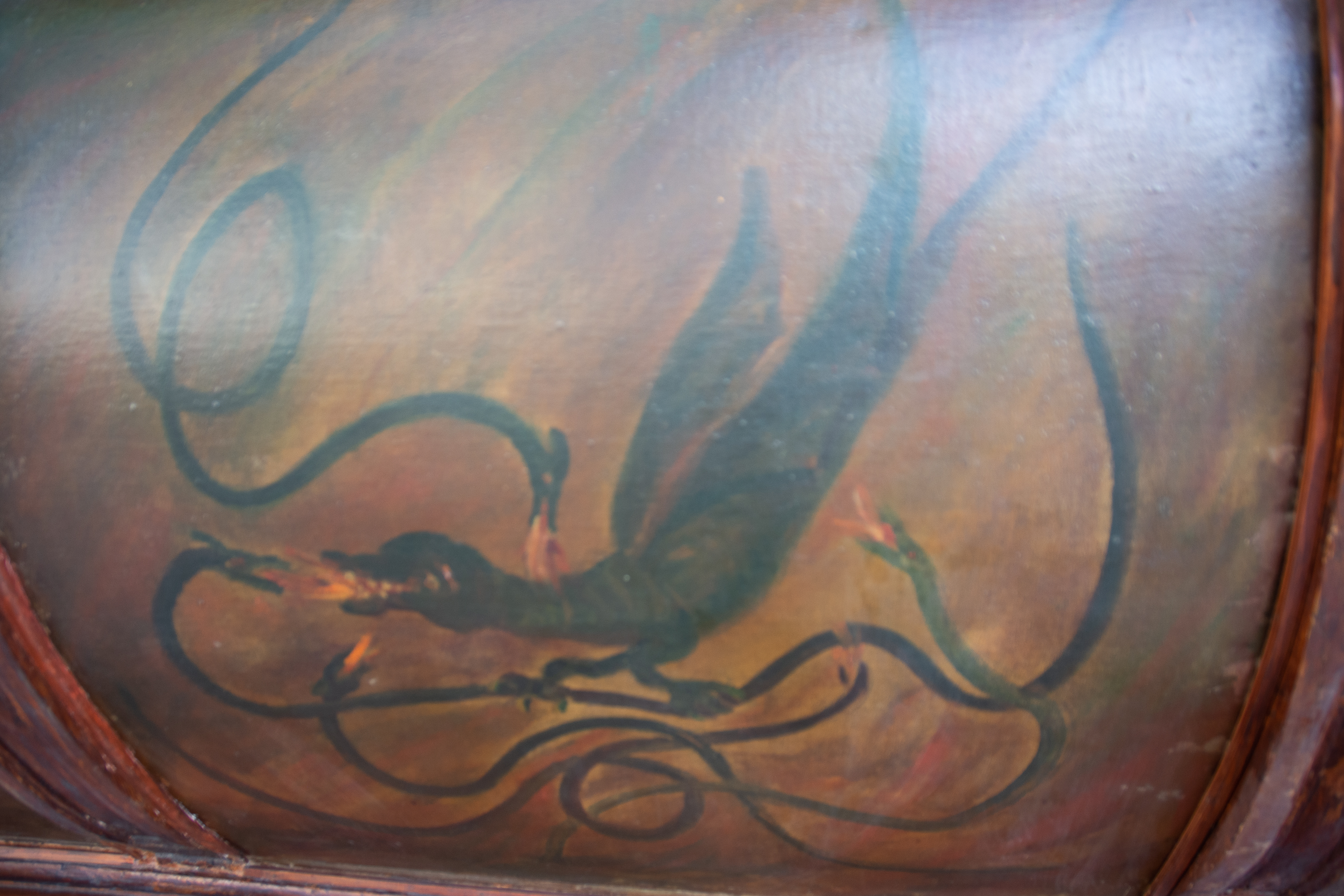
Escena en la Roca Diablera, originalmente Roca del Infierno

Hacia el siglo XV la importancia de las rocas hace que -en caso necesario- se ensanchen calles o derriben trozos de muralla para que puedan pasar (como con motivo de la visita del rey Fernando). Por otra parte, su conservación no parecía importante, ya que a menudo se hacían  nuevas, se reparaban otras o se reciclaban. Varias normas hacen referencia a estos trabajos: el nombramiento de Joan Guillem como pintor de las rocas en 1479, la norma sobre salarios de los maestros mayores, oficiales y otros operarios de 1569, o incluso una decisión de los Jurados, Racional y Síndico de Valencia para reducir el peso y las proporciones de las rocas del Infierno y del Purgatorio en 1638. Este acuerdo también modificó la forma en que se pintaban las rocas, que hasta entonces había estado al temple, y que se ordenó que fuera al óleo, para mejorar la calidad del resultado.
En el Corpus de 1512 salieron doce rocas. Fueron las del Paraíso Terrenal, el Saludo del Ángel, la Adoración de los Reyes, San Jerónimo, San Vicente, San Jorge, la Cena, la María del Te Deum, el Infierno, el Monte Calvario, el Santo Sepulcro y el Apocalipsis.
Para el Corpus de 1533 salieron siete rocas: Adán y Eva, el Juicio, San Jerónimo, la Cena, el Infierno, el Descendimiento de la Cruz, y el Santo Sepulcro. Consta que había música, al menos en lo que se refiere a las rocas del Juicio y del Infierno. Durante el siglo XVI se añadieron rocas como la del Sacrificio de Abraham (1557) o las de Job y la Conversión de la Magdalena (1563). Otras rocas fueron sustituidas, y la Josefina fue reemplazada por una dedicada a Santa Bárbara (1553).
|                          |
| Sacando Roca La Purísima |

|                          |
| Sacando Roca San Vicente |

|                       |
| Sacando Roca Valencia |

|                                                      |
| Entrada en la Plaza de la Virgen de la Roca Diablera |

### Las rocas en otras celebraciones

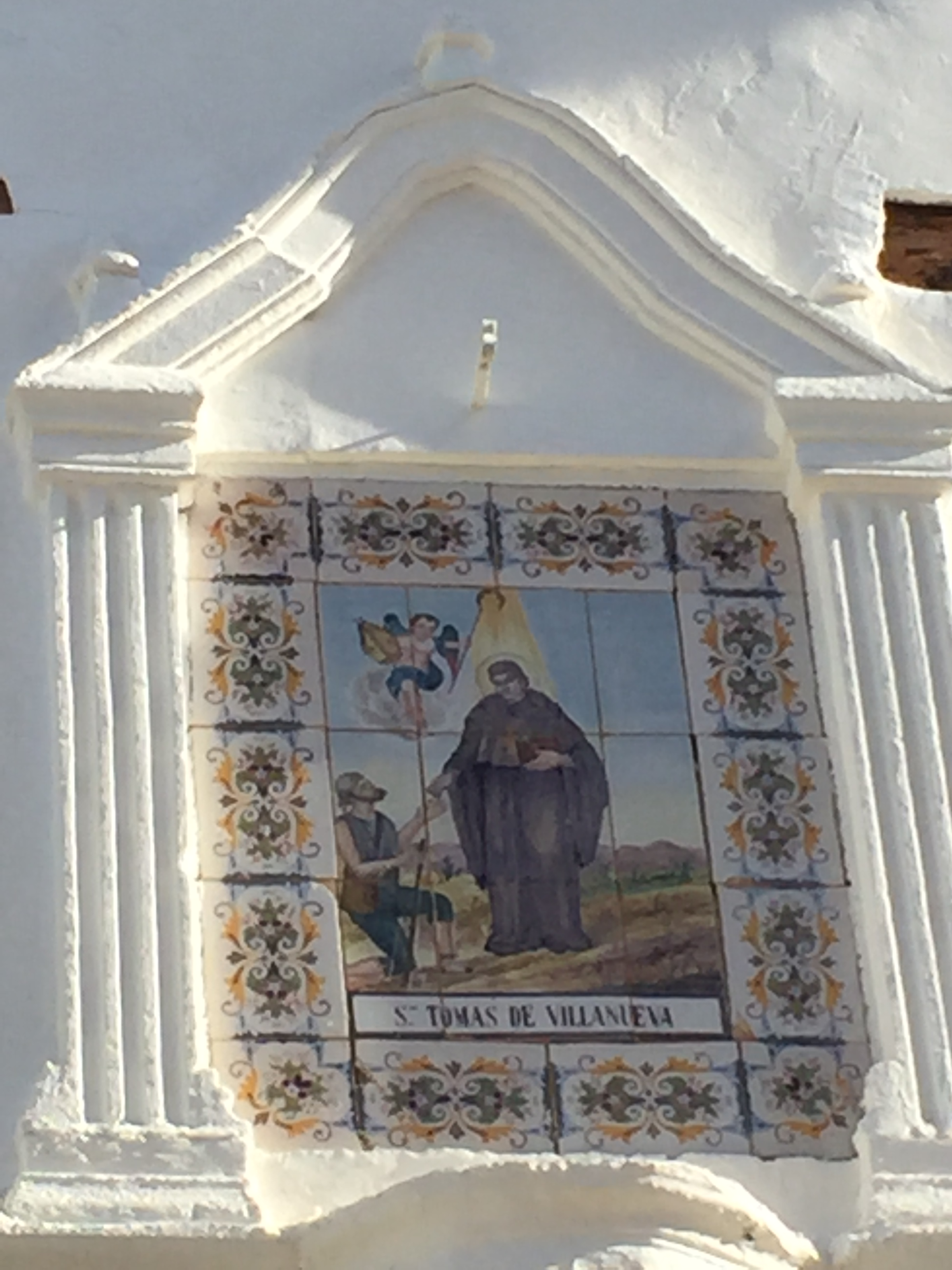
La canonización de Santo Tomás de Villanueva fue motivo para desfilar las rocas

Con motivo de segundo centenario de la canonización de San Vicente Ferrer, en 1655 salieron tres rocas. Para la Inmaculada Concepción de 1662 salieron otras tres, Cada una de ellas pertenecía a un gremio -los gremios eran los principales financiadores de las rocas hasta endeudarse de forma significativa, según el Marqués de Cruilles- y la más espectacular, la del gremio de carpinteros, medía 24 palmos (5,4 metros) de altura.
En 1665 el gremio de armeros y el de sastres presentaron rocas con motivo de la celebración de la canonización de Santo Tomás de Villanueva.
El traslado de la Virgen de los Desamparados a la nueva capilla fue motivo para restaurar las rocas del Sacramento, la Purísima y San Vicente Ferrer, que salieron en procesión. Para la canonización de San Juan de Mata y San Félix de Valois, en 1668, se llevó una roca al convento del Remedio.
Las rocas salían también para conmemoraciones no religiosas. En 1711 conmemoraron la batalla de Villaviciosa y la conquista de Brihuega. En 1738 lo hicieron con motivo de las fiestas del quinto centenario de la conquista de Valencia. En 1746 fue con motivo de la proclamación de Fernando VI.
Para la fiesta del tercer centenario de la canonización de San Vicente Ferrer (1755) salió una imagen de San Cristóbal de más de treinta palmos (seis metros) de altura, obra de Tomás Camargues tallada en 1722. Las proporciones de la obra obligaban a usar un lastre de casi 200 quintales (ocho toneladas) de piedra. Esta imagen salió de nuevo en los dos centenarios de la Virgen de los Desamparados de 1767 y 1867, en el cuarto centenario de la canonización de San Vicente (1855) y en la procesión del Corpus de 1904.

### Restauraciones, tranvías y riadas
Las rocas han sido restauradas, transformadas o renovadas en diverses ocasiones. En 1431 se encargó a Nicolau Querol la restauración de las doce que existían en aquel momento. La tarea se encargó en 1479 a Joan Guillem, y en 1579 a Zariñena. En 1638 se ordenó que se pintasen al aceite y se dorasen. La restauración de 1652 se encargó a Gaspar Beltrán. La de la Roca del Infierno de 1657 fue realizada por Francesc Boronat.  La restauración y retoque de la Roca de San Vicente en 1667 corrió a cargo de José Caudí.

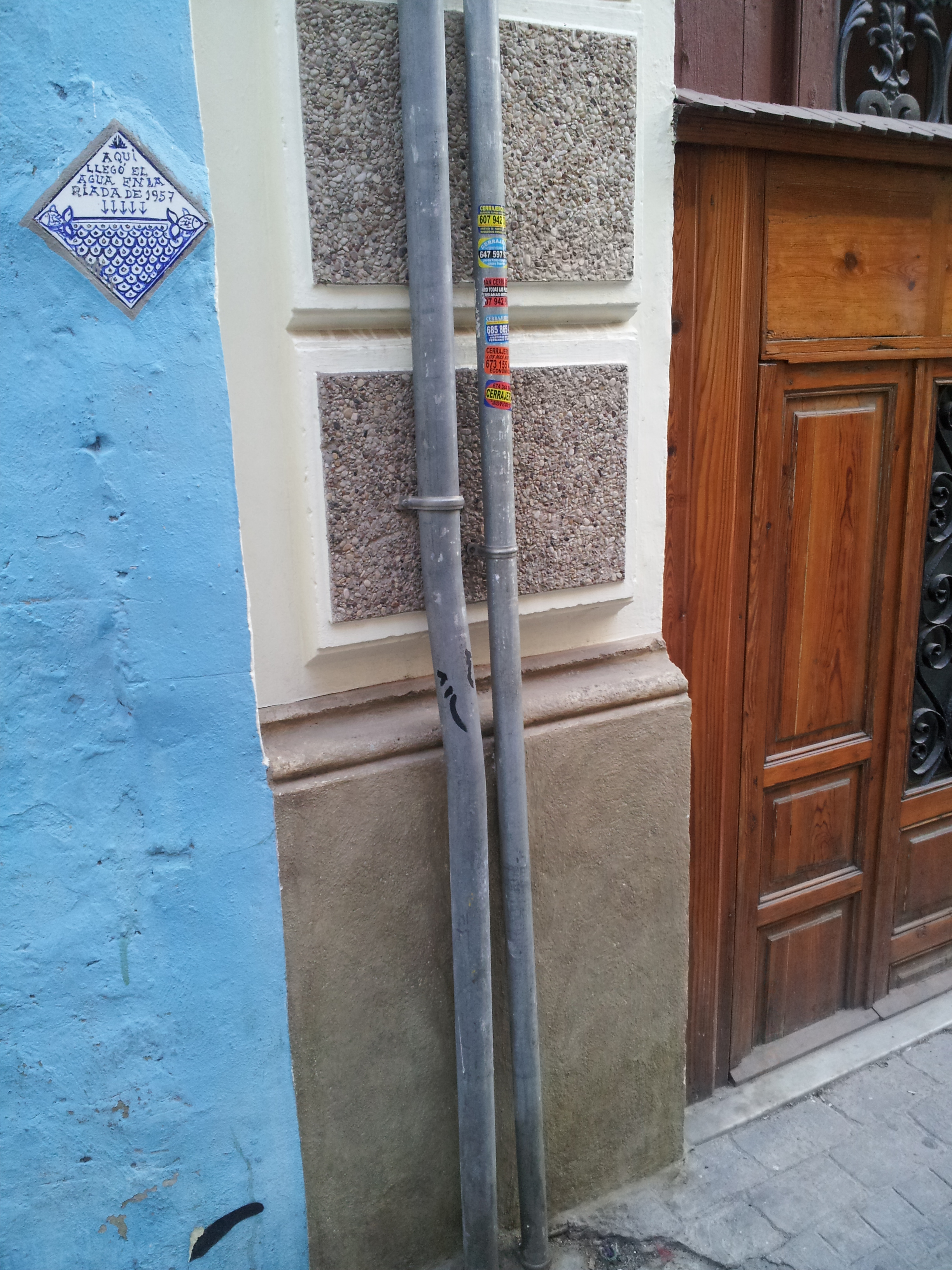
Marca de la altura alcanzada por las aguas en la riada de 1957 en la calle Museo, muy cerca de la Casa de las Rocas

Consta documentalmente que en los años 1702, 1815, 1855 y 1867 se hicieron reparaciones en las rocas. En 1910, con la instalación del tranvía en Valencia, fue necesario modificarlas para que no toparon con los cables. Los gastos de la reducción de altura fueron 3550 pesetas y las rocas no volvieron a salir hasta 1912. Una nueva restauración se produciría en 1925.
A raíz de la riada de 1957, fue necesaria una nueva restauración, de la que se hizo cargo el restaurador municipal Luis Roig de Alós. Se comenzó en septiembre de 1958, finalizándose el 25 de mayo de 1959. Roig d'Alós contó con un equipo multidisciplinar formado por cuarenta profesionales -carpinteros, escultores, pintores, doradores, herreros y fotógrafos- y la ayuda de un grupo de alumnos voluntarios del Instituto Laboral de Algemesí. El procedimiento utilizado era el del Istituto Centrale por el Restauro de Roma. Los criterios de restauración eran respetar al máximo la estructura, material, forma y testimonio de la época; cambiando y reforzando todas las piezas que estuvieran dañadas. Muchas zonas de las rocas se pintaron al óleo sobre lienzo el cual después se adhirió a la madera. Esto se hizo porque todas las telas de las rocas estaban ennegrecidas por la humedad, el barro y la oxidación de barnices y aceites. Se sustituyeron las partes deterioradas, como los herrajes, y en el caso de figuras de pasta de papel, se hicieron nuevas de madera. Las pinturas de los laterales se restauraron mediante disolventes como alcohol y trementina para la limpieza de repintes, barnices y aceites oxidados. El procedimiento utilizado para las esculturas policromadas fue el mismo que para la restauración de pintura sobre tabla.
En el proceso de restauración de 1959 se dotó a las ruedas de las rocas de gomas, para disminuir el efecto de los baches y el adoquinado.

## Las rocas existentes a inicios delsigloXXI
A lo largo del tiempo, las rocas del Corpus no han sido siempre las mismas. Algunas han desaparecido, otras se han añadido y otras han cambiado de nombre o forma. Con la incorporación de la Roca del Santo Cáliz en 2001, hay once rocas.

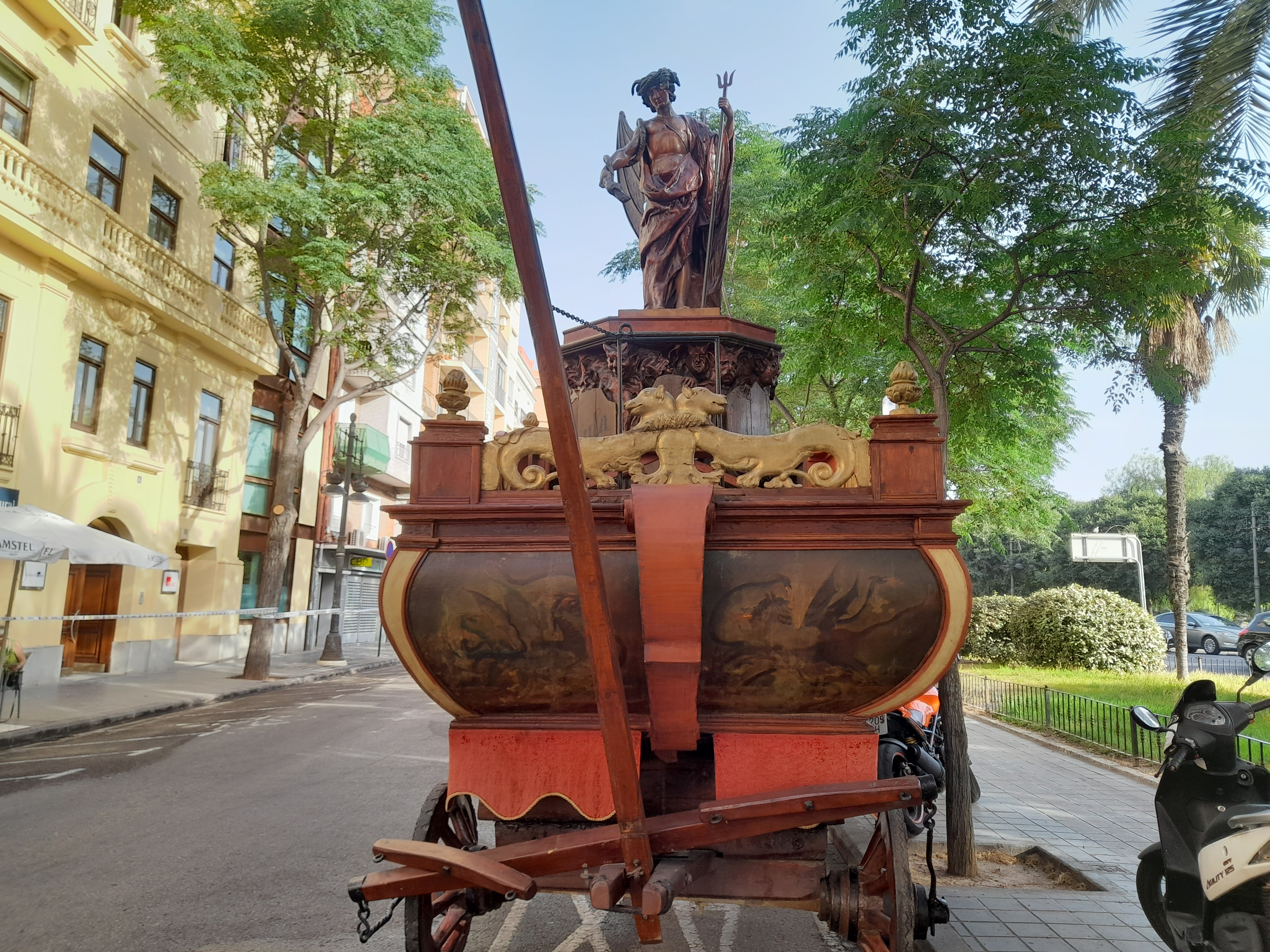
Roca de Plutón o Diablera

### Roca Diablera
La inscripción en la misma roca la fecha en 1511. Ya figura en documentos de 1512 y 1528, razón por la que sería la más antigua de las rocas existentes.
Creada con el nombre de Roca del Infierno, en 1542 fue readaptada y se le cambia su nombre a Roca de Plutón. Sin embargo, su denominación más popular es La Diablera, por las numerosas figuras de diablos que llevaba. La figura de Plutón se levanta sobre un pedestal octogonal con los nombres de los siete pecados capitales.
Era el sitio donde se bailaba la danza de la Moma y los Momos, es decir, de la virtud frente a los pecados.

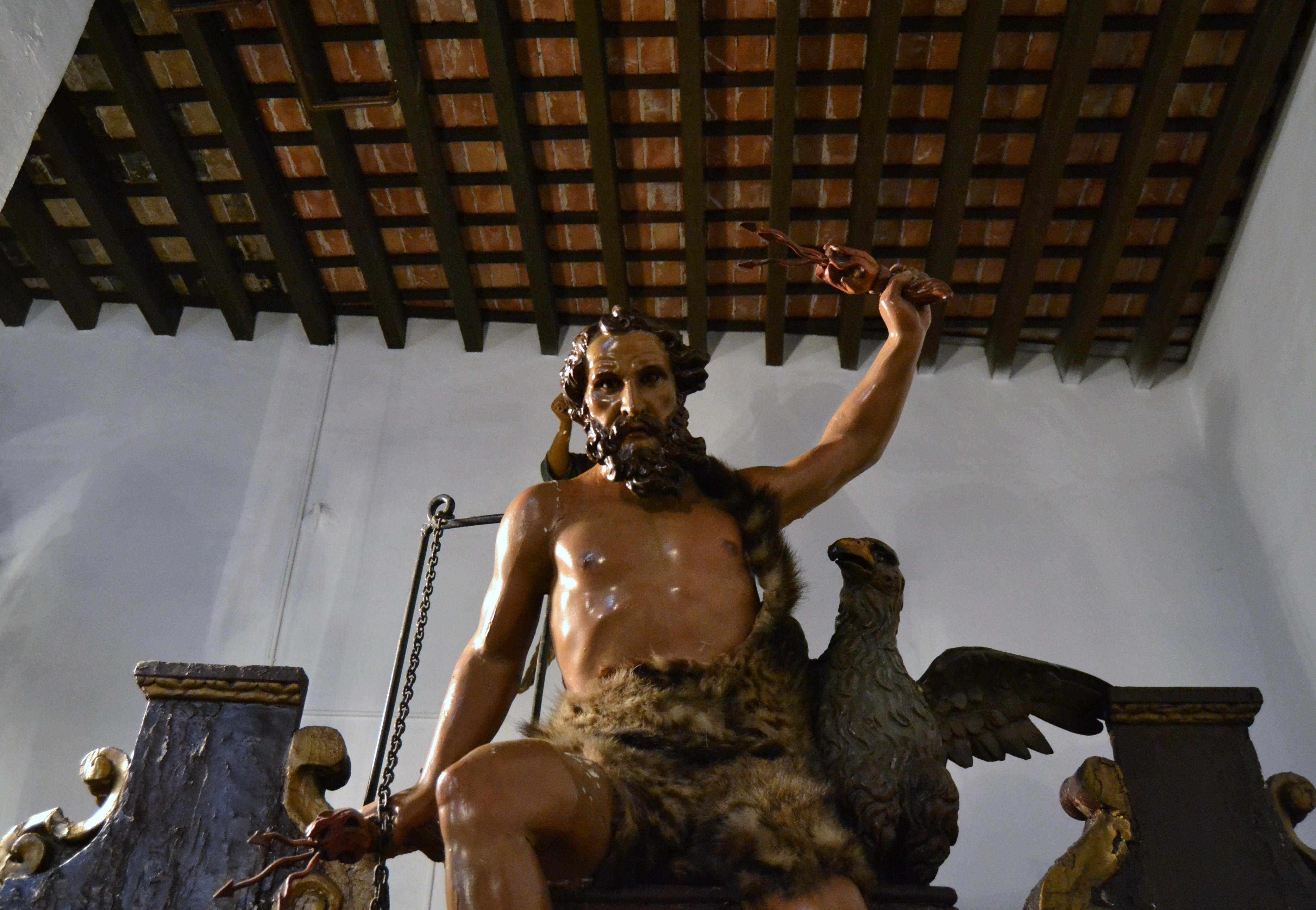
Júpiter en la roca de San Miguel

### Roca de San Miguel
Construida en 1528 (o quizá 1525) como Roca del Juicio Final, se dedicó a San Miguel en 1542 por ser en ese día -29 de septiembre de 1238- que la ciudad de Valencia se rindió a Jaime I.
La figura del arcángel titular tiene a su derecha un alma buena, y a la izquierda la de un condenado. Las pinturas de al lado del carro hacen referencia a San Miguel Arcángel: espadas, cascos, cruces, banderas...

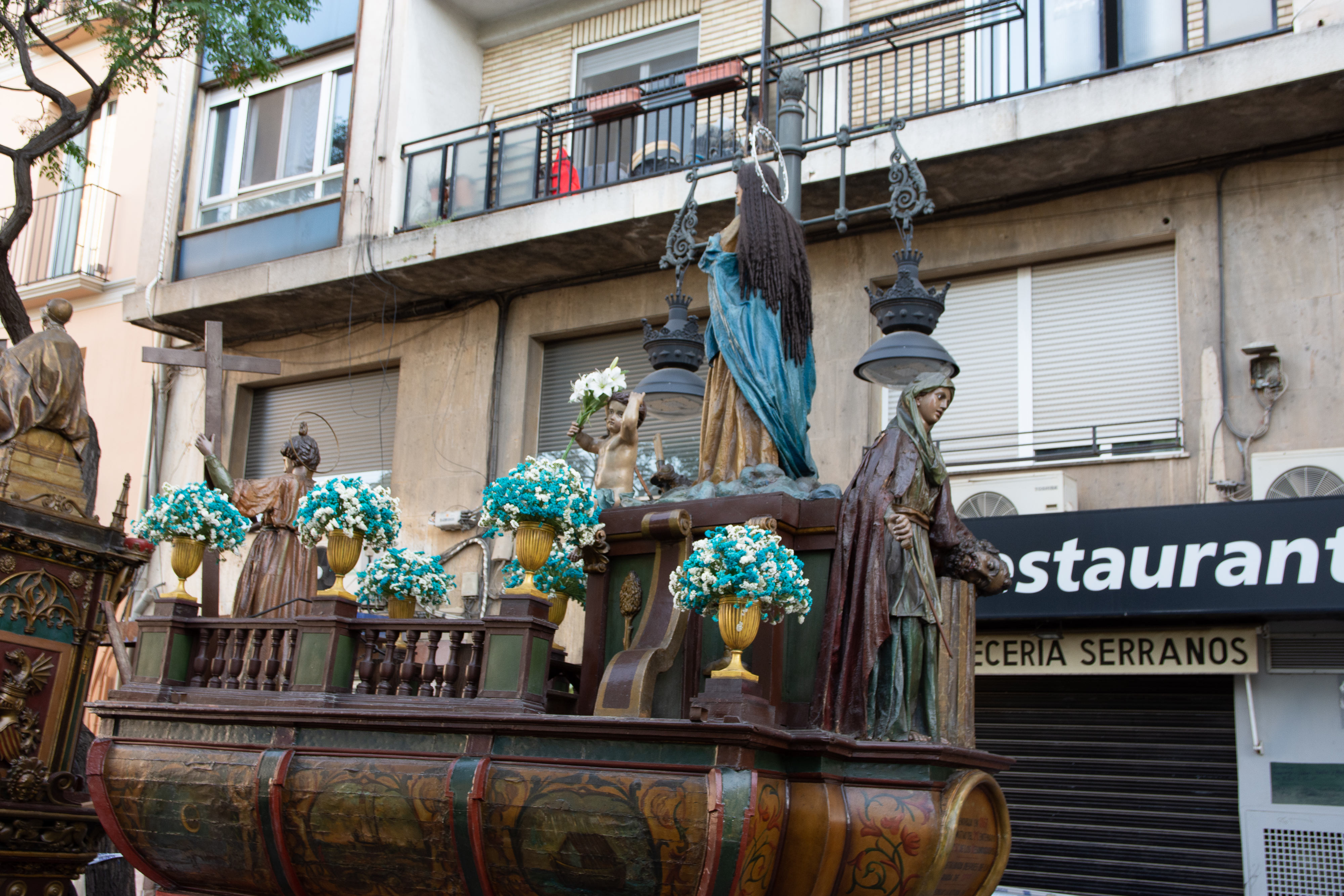
Roca de la Purísima

### Roca de la Purísima
Esta roca fue construida en 1542 con el nombre de María del Te Deum, nombre que ya había llevado otra hecha en 1512. Cambió de nombre en 1665 con motivo de unas muy solemnes fiestas dedicadas a la Purísima Concepción decretadas por Alejandro VII .
La imagen principal representa la Inmaculada Concepción, con la inscripción "Tota pulchra es Maria". En la parte delantera de la roca hay una escultura de Santa Elena con la Cruz, mientras que en la parte trasera figura Judit con la cabeza de Holofernes. Las esculturas de Judit y la Inmaculada fueron renovadas en 1815. En la base de la roca figuran símbolos marianos.

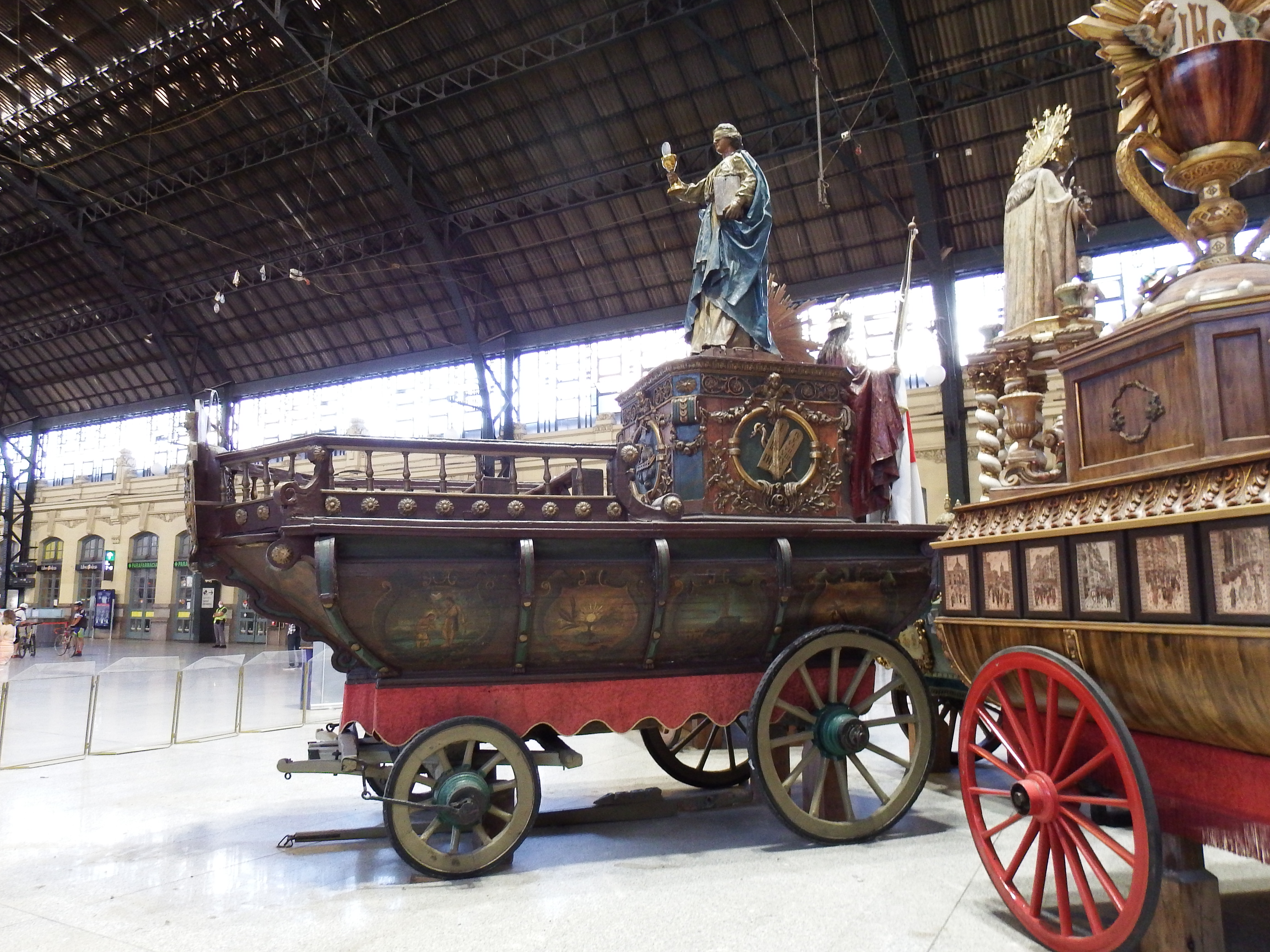
Roca de la Fe

### Roca de la Fe
Hay diversidad de opiniones sobre si fue construida en 1535 o 1542. Sí hay acuerdo en que fue construida readaptando la antigua roca llamada "del Paradía Terrenal" -ha habido varias con ese nombre- que había sido construida en 1512.
Fue renovada en 1702. La figura principal se hizo nueva en 1815. Se trata de la figura de una mujer con los ojos venados y un cáliz en la mano derecha. En la parte trasera de la roca, otra gran figura representa a la ciudad de Valencia, con el escudo de la ciudad y una bandera con una cruz.

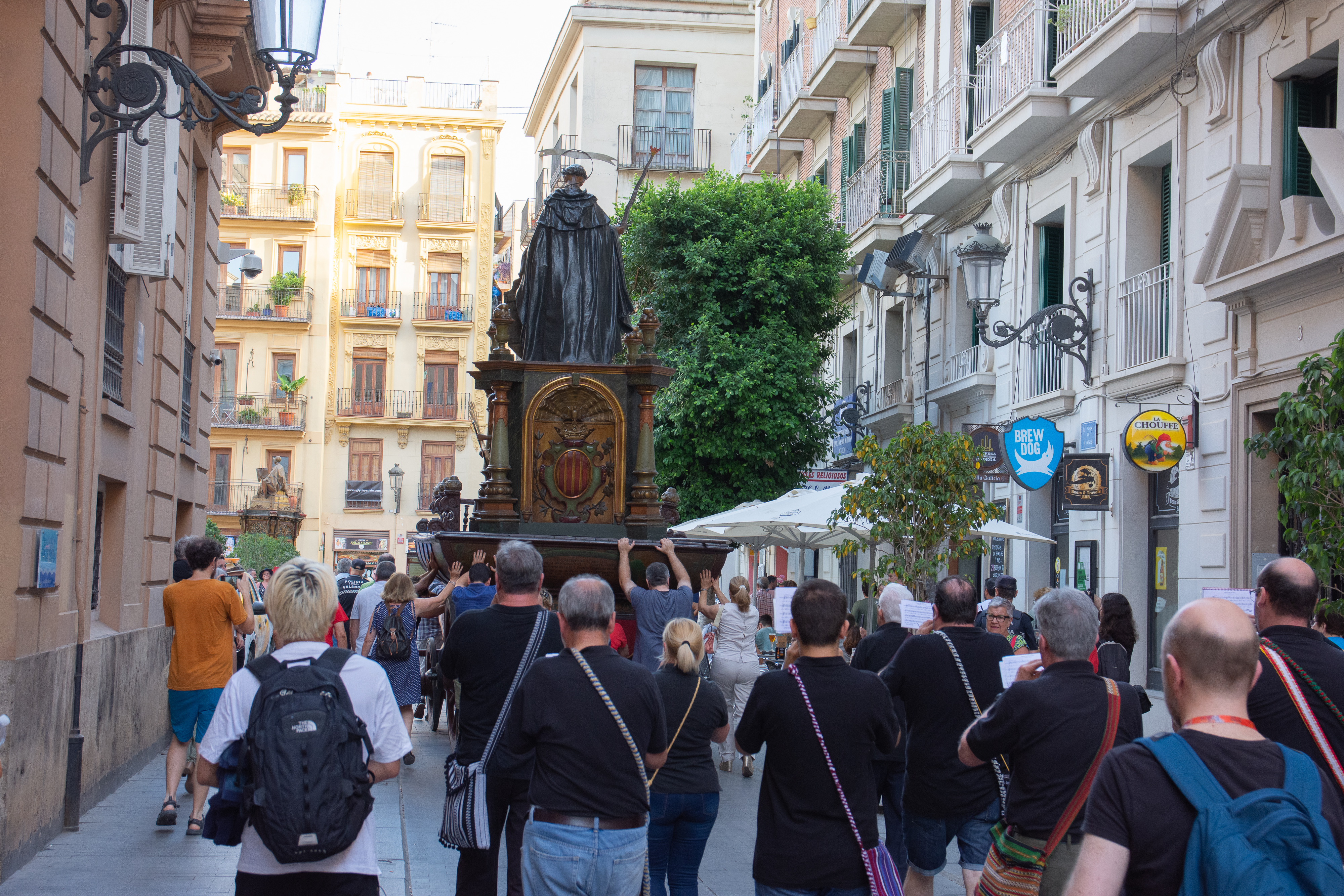
Traslado de la Roca de San Vicente Ferrer

### Roca de San Vicente Ferrer
En la propia roca figura una mención que afirma que fue construida en 1512 bajo la advocación de San Vicente Mártir y que fue transformada a la de San Vicente Ferrer en 1665. Sin embargo, el Manual de Consells contiene un acuerdo de 10 de marzo de 1665 anunciando la construcción de un carro nuevo de San Vicente, que debería hacerse según los modelos existentes.
La figura principal de la roca es la San Vicente Ferrer, con escudo y espada flamígera. En frente del carro figura una representación de Sansón y el león.

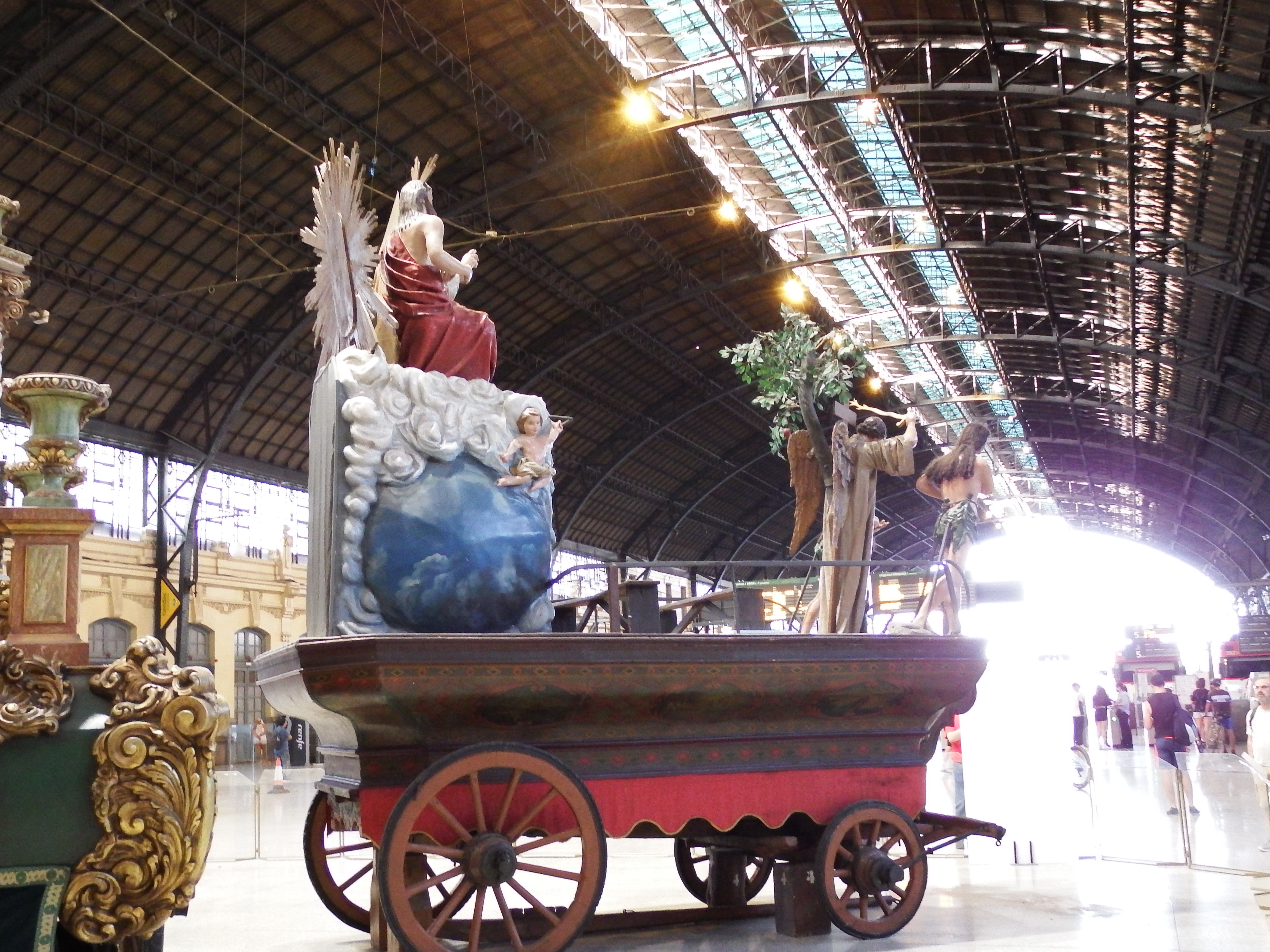
Roca de la Santísima Trinidad

### Roca de la Santísima Trinidad
Fue construida en 1674, y restaurada en múltiples ocasiones desde 1702 hasta 1959.
En la parte posterior y más elevada figuran representadas las tres personas de la Santísima Trinidad, mientras que por la base figuran medallones con escenas bíblicas (la Torre de Babel, la Magdalena, la Creación y otros).
Es conocida también por el nombre de "Paraíso Terrenal", porque era sobre esta roca donde se representaba el misterio de Adán y Eva. Las imágenes de ambos, seguidos por un ángel que con una espada les expulsa del Paraíso, figuran en el frente de la roca.

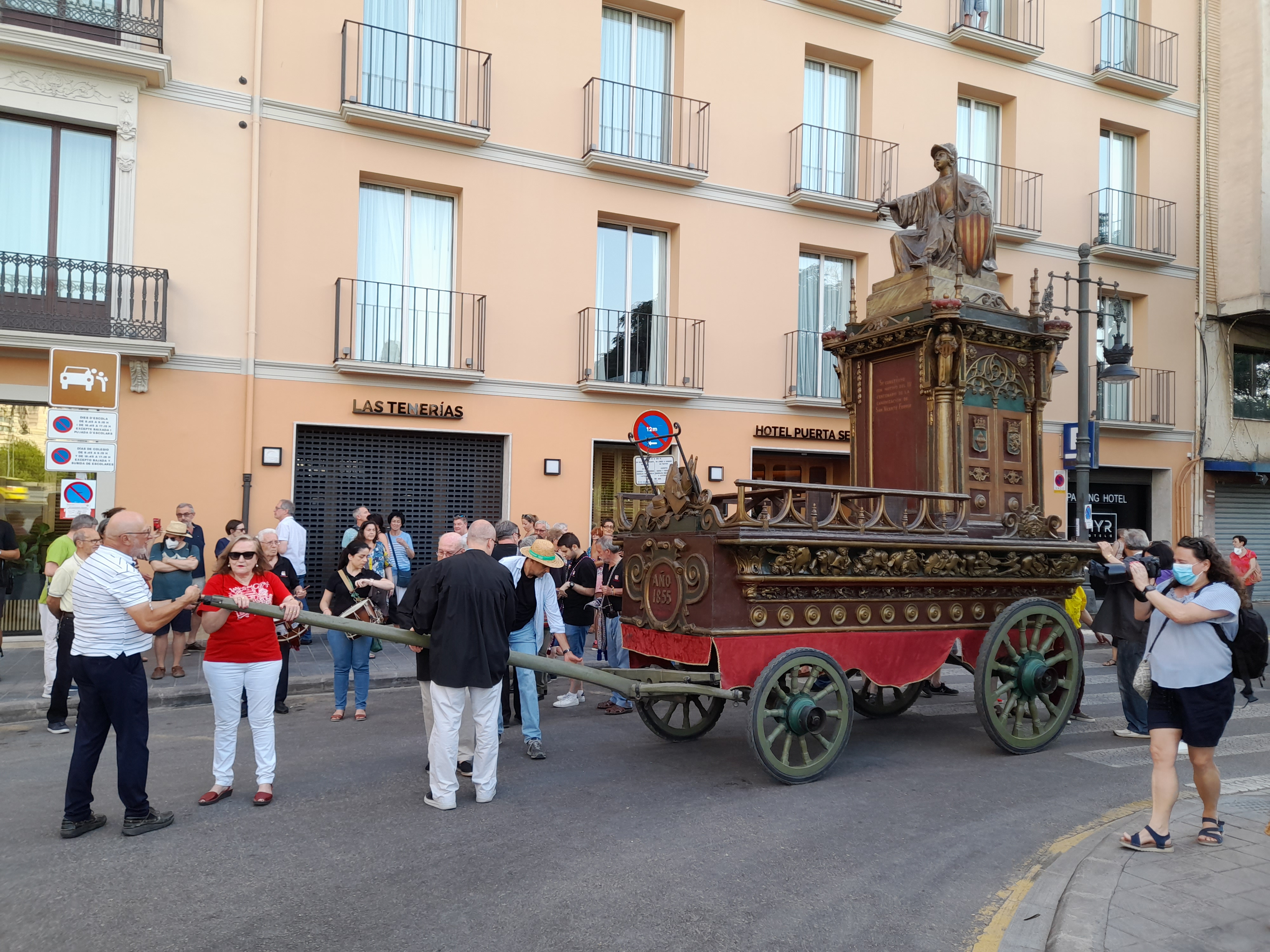
Traslado de la Roca Valencia

### Roca Valencia

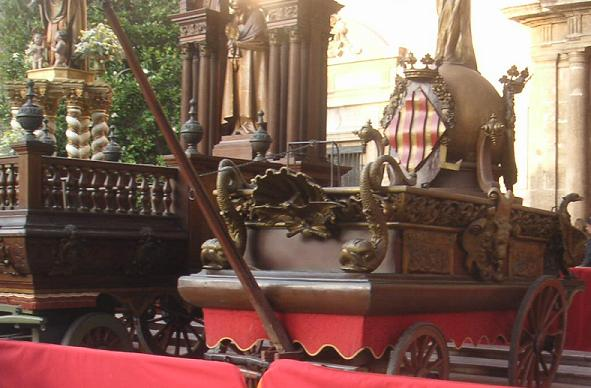
Roca La Fama en 2006

Esta roca fue construida con motivo del cuarto centenario de la canonización de San Vicente Ferrer, en 1855. La fecha, relativamente reciente, ha hecho que su construcción esté bien documentada. Se conoce el nombre de las personas que intervinieron. Las figuras alegóricas son obra de Antonio Marzo; también intervinieron el tallista Josep Puchol, el dorador Benet Lleonart, los carpinteros José Gil y Ramón Monzó y el maestro carretero Vicente Balader. Luis Téllez dirigió los trabajos Parte de los materiales proveían de artesonados y otros elementos monumentales góticos y renacentistas de la Casa de la Ciudad.

### Roca La Fama
Fue construida a instancias y con financiación de Lo Rat Penat y del Círculo de Bellas Artes en 1899 para la Feria de Julio. Ambas instituciones la regalaron al ayuntamiento en 1900, y desde entonces figura en la procesión del Corpus. Es la roca más airosa, aunque tuvo que ser recortada en 1912 por los problemas con los cables del tranvía.
El cuerpo principal de la roca está formado por una esfera dorada sobre la que se levanta una figura femenina alada que hace sonar una larga trompeta. En la mano derecha lleva una corona de laurel. Rodean la esfera los escudos de Valencia, Alicante y Castellón de la Plana. Sobre los lados de la roca están representados la entrada de Jaime I en Valencia, la del Cid y el Crit del Palleter.

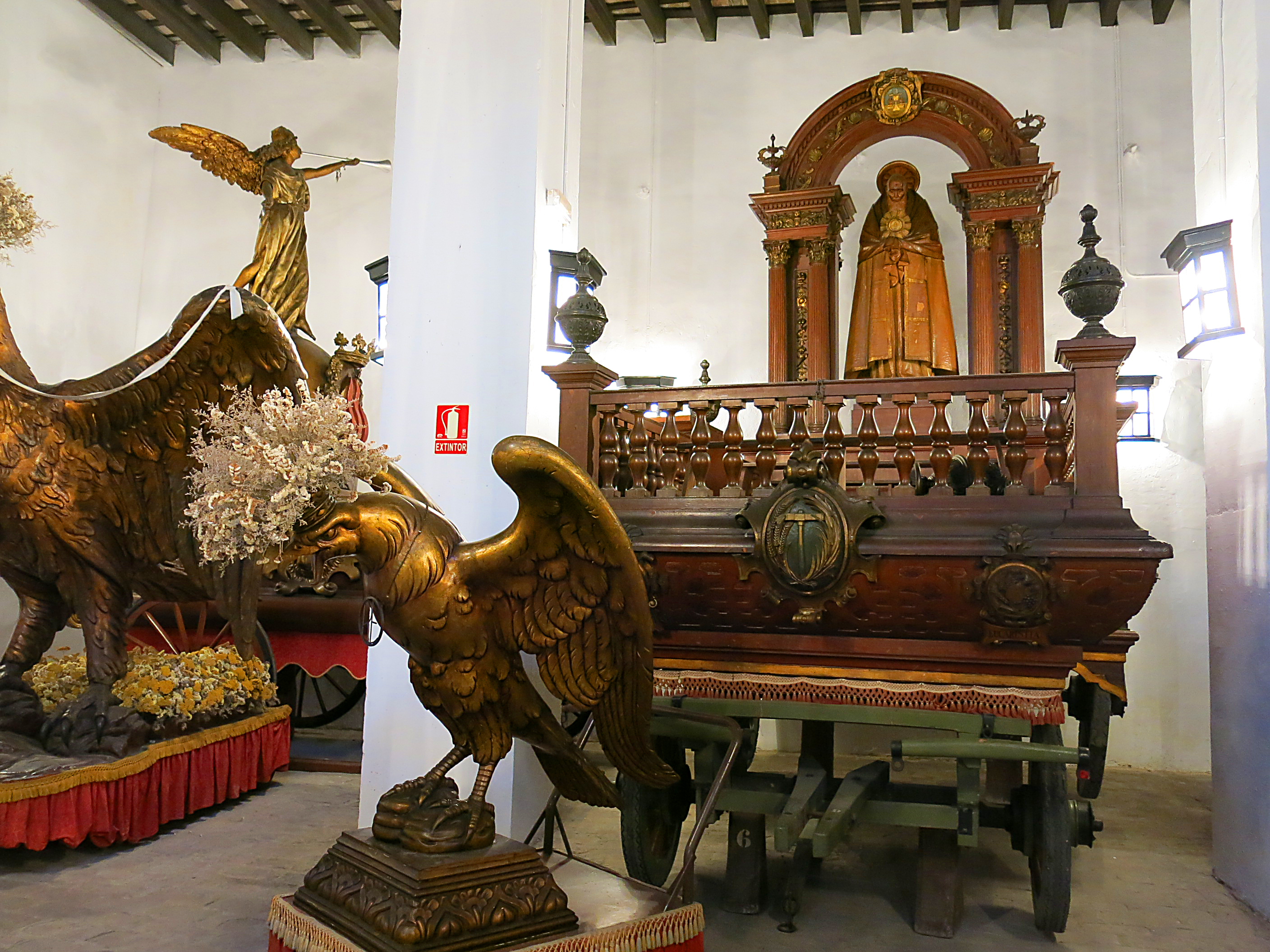
Roca del Patriarca, junto a La Fama y una de las águilas pequeñas

### Roca del Patriarca
En 1961 fue canonizado San Juan de Ribera. Con ese motivo se construyó esta roca. Los trabajos estuvieron dirigidos por el escultor José Justo Villalba. Las aportaciones económicas provinieron de la Delegación Provincial de Sindicatos -los sindicatos verticales franquistas- que también facilitaron mano de obra. En la construcción se empleó caoba de Brasil.
El cuerpo principal de la roca es un templete renacentista, frente al cual se sitúa la figua del santo. Las decoraciones representan sitios y personalidades vinculadas a San Juan de Ribera, con inclusión del Dragón del Patriarca.

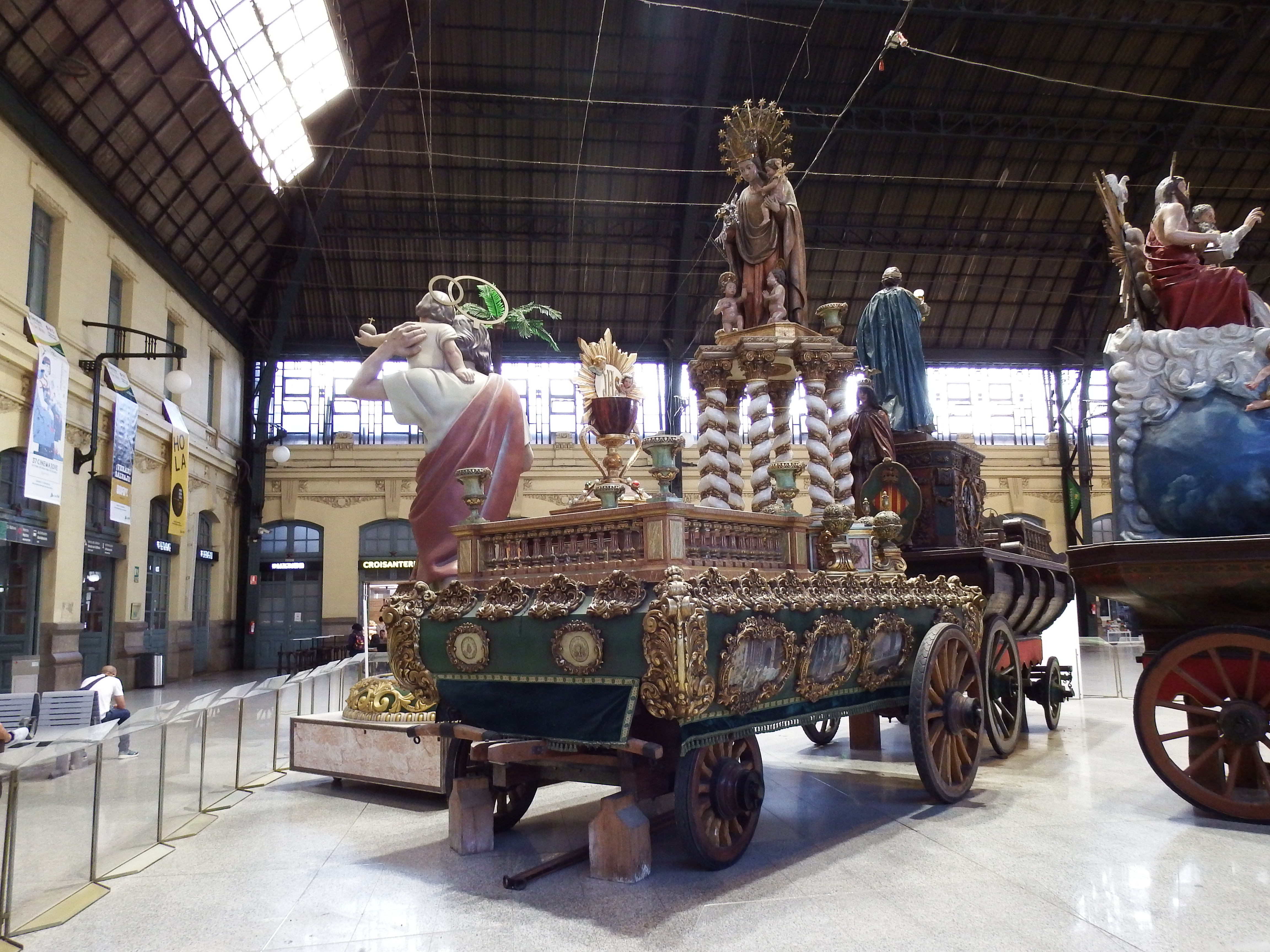
Roca de la Virgen de los Desamparados

### Roca de la Virgen de los Desamparados
Fue construida en 1995 con motivo del quinto centenario de la advocación de la Virgen de los Desamparados. Su construcción fue patrocinada por el Ayuntamiento de Valencia y la empresa Sociedad de Agricultores de la Vega de Valencia.
La imagen principal está inspirada en la imagen que se encuentra en la Capilla del Capitulet. Los medallones, obra de Àlex Alemany, representan escenas alusivas a la protección de la Virgen en el pueblo valenciano.

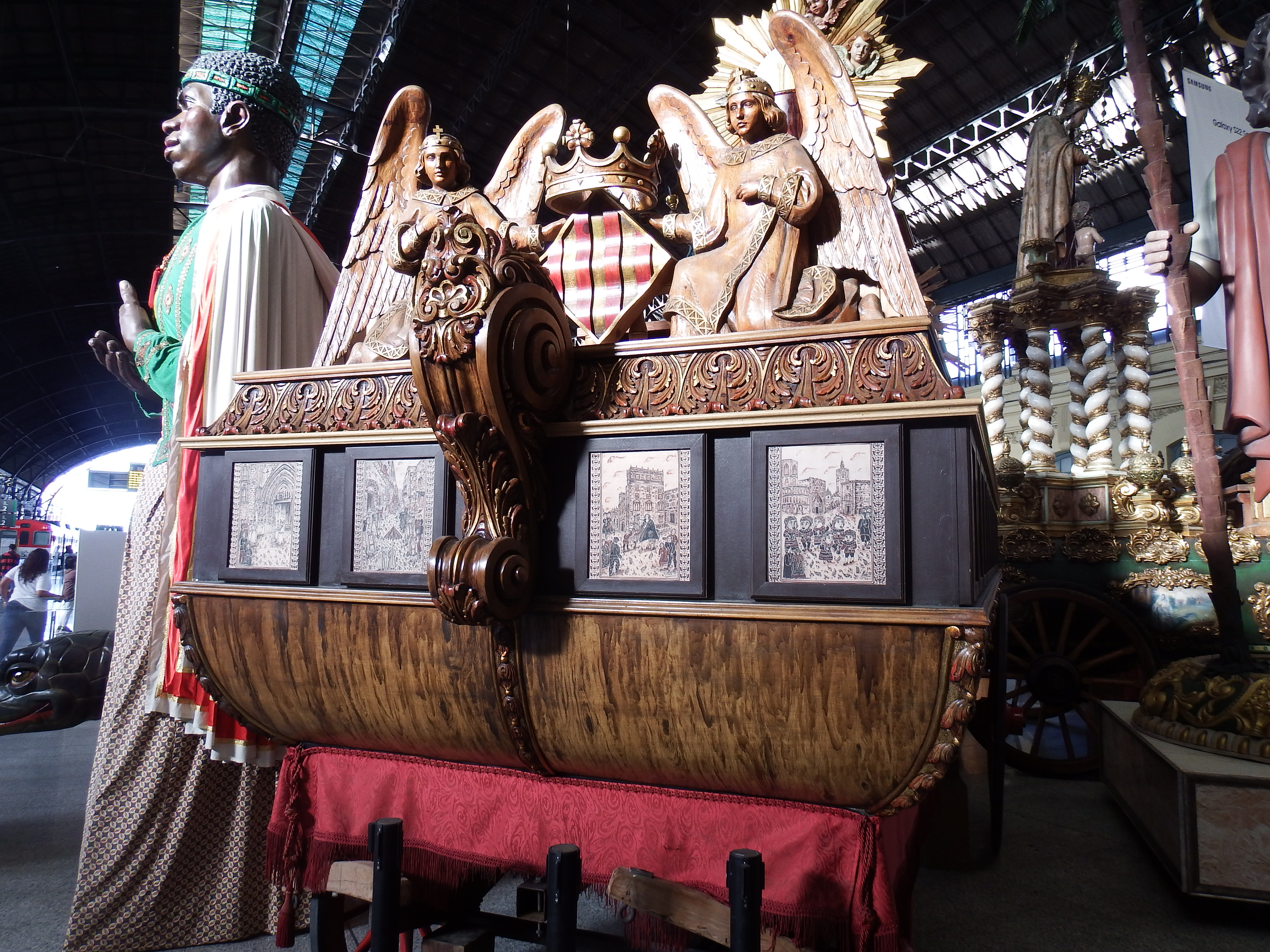
Socarrats en la Roca del Santo Cáliz

### Roca del Santo Cáliz
Fue construida por iniciativa de la asociación Amigos del Corpus de la Ciudad de Valencia, con aportaciones de diversas personas y empresas. Desfiló por primera vez en 2001. Su característica especial es la decoración con 33 socarrats.